# Francisco Olaya Morales
Francisco Olaya Morales (Linares, 9 aprile 1923 – Parigi, 16 marzo 2011) è stato un anarchico, sindacalista e storico spagnolo, famoso militante della Confederación Nacional del Trabajo (CNT).

## Biografia
Nacque a Linares il 9 aprile 1923. Si unì al movimento libertario da giovane, motivato dalla Rivoluzione delle Asturie del 1924 e la repressione del governo repubblicano. Durante la Guerra civile spagnola, nel 1937, fu nominato Segretario di Cultura e propaganda della Federación Ibérica de Juventudes Libertarias del Comitato Provinciale di Jaéri, convertendosi inoltre nel responsabile della radio AEJ 37 della sua città natale, Linares. Nel 1938 fu nominato miliziano nella 88.ª Brigada Mixta.
Al termine della guerra, riorganizzò la Federación Ibérica de Juventudes Libertarias a Linares e preparò uno dei primi scioperi del periodo franchista, nel settembre del 1939, che portò al suo arresto che durò diversi anni.
Dopo la liberazione, si esiliò in Francia dove assunse ruoli di responsabilità della Confederación Nacional del Trabajo in esilio. Nel 1960 fu segretario della cultura del Segretariato Internazionale della stessa. Nel 1961 partecipò al Congresso di Limoges, e nel 1963 rappresentò la CNT nel Congresso dell'Asociación Internacional de los Trabajadores. Nel 1965 fu delegato al Congresso di Montpellier. Abbandonò per le sue divergenze con Germinal Esgleas ed i suoi sostenitori, dopo averli criticati duramente.
Collaborò con Fernando Valera Aparicio, ultimo capo di stato maggiore della Seconda Repubblica spagnola in esilio (1971-1977), realizzando diverse missioni diplomatiche e studi di sociologia in Messico e Jugoslavia.
Fu direttore di periodici come Nervio (proibito in Francia nel 1960, dovuto alle pressioni franchiste), EL Rebelde (fondato da lui stesso) e Mi Tierra.
Lavorò in diverse università europee ed americane, dedicandosi alla ricerca storica. Scrisse una serie di studi sul sequestro e dubbia gestione del patrimonio pubblico e privato degli spagnoli fatto dai governi del Fronte Popolare spagnolo durante la guerra civile spagnola, criticando in particolar modo a Juan Negrín e Indalecio Prieto.
Possedeva un importantissimo archivio e biblioteca composto da più di un milione di documenti originali e fotocopie sulla storia moderna e contemporanea della Spagna e dell'Europa, così come migliaia di libri, microfilms e collezioni di stampa, tutti di un gran valore storico.
Nel 2005 la Unión de Colectivos Librepensadores Acracia di Linares, assieme alla produttrice Útopi, realizzò un documentario sulla vita e le opere di questo storico libertario titolato El violento oficio de la Historia, diretto da Óscar Martínez.

## Opere
- Francisco Olaya Morales, La conspiración contra la República.
- Francisco Olaya Morales, La comedia de la no-intervención en la Guerra Civil Española, Gregorio del Toro, 1976, ISBN 84-312-0149-5.
- Francisco Olaya Morales, La gran estafa : Negrín, Prieto y el patrimonio español, Móstoles, Nossa y Jara, 1996, ISBN 84-87169-93-7.
- Francisco Olaya Morales, Hispania y el descubrimiento de América, Móstoles, Nossa y Jara, 1992, ISBN 84-87169-29-5.
- Francisco Olaya Morales, Historia del movimiento obrero español: (siglo XIX), Móstoles, Nossa y Jara, 1994, ISBN 84-87169-61-9.
- Francisco Olaya Morales, La intervención extranjera en la guerra civil, Móstoles, Nossa y Jara, 1990, ISBN 84-87169-11-2.
- Francisco Olaya Morales, El oro de Negrín, Móstoles, Nossa y Jara, 1997, ISBN 84-87169-97-X.
- Francisco Olaya Morales, El expolio de la República. De Negrín al Partido Socialista, con escala en Moscú: el robo del oro español y los bienes particulares, 2004, ISBN 84-95894-83-1.
- Francisco Olaya Morales, La gran estafa de la guerra Civil: la historia del latrocinio socialista del patrimonio nacional y el abandono de los españoles en el exilio, 2004, ISBN 84-96326-09-8.
- Francisco Olaya Morales, Las verdades ocultas de la Guerra Civil: las conspiraciones que cambiaron el rumbo de la República, 2005.
- Francisco Olaya Morales, Los traidores de la Guerra Civil: el papel de los funcionarios del Estado, los oligarcas y las potencias extranjeras durante la contienda nacional, 2005.